# Rubehobospatrijs
De rubehobospatrijs (Xenoperdix udzungwensis obscuratus) is een vogel uit de familie fazantachtigen (Phasianidae).

## Taxonomie
Een veertje van deze bospatrijs werd in 2000 gevonden in een berggebied 150 kilometer noordelijk van het Udzungwagebergte in Tanzania. Zes jaar daarvoor was in dit gebergte een soort bospatrijs ontdekt met een vergelijkbaar verenkleed. Kort daarna verzamelde de Tanzaniaanse vogelkundige Jacob Kiure drie exemplaren die konden worden onderzocht en in 2003 geldig werden beschreven als een nieuwe ondersoort. Vervolgonderzoek aan het DNA wees uit dat deze populatie als een aparte soort beschouwd kan worden. Echter, over deze afsplitsing is geen consensus. Zowel BirdLife International als de IOC World Bird List (versie 15.1) beschouwen dit taxon als een ondersoort.

## Herkenning
Deze bospatrijs is ongeveer 28 cm lang. De vogel lijkt sterk op de udzungwabospatrijs, is iets lichter van kleur en de zwart-wit gekleurde schubben op de buik en flanken zijn kleiner en de koptekening is minder markant, zonder duidelijke lichte oogstreep.

## Voorkomen  en status
De rubehobospatrijs komt voor op het Rubehohoogland in Tanzania. Het leefgebied is tropisch, montaan bos op hoogten tussen de 1700 en 1900 meter boven zeeniveau. De IUCN rekent deze soort nog als ondersoort en daardoor is deze soort ook een bedreigde diersoort, waarbij dezelfde aantastingen van het leefgebied plaatsvinden.